# Mehdi Hassan
Mehdi Hassan, (en ourdou : مہدی حسن) surnommé Khan Sahib ou Shahenshah-e-Ghazal (« roi du ghazal ») est un chanteur pakistanais de ghazal et de musique filmi à Lollywood (Lahore).
Il est né à Luna, Rajasthan, en Inde le 18 juillet 1927 dans une famille aisée de musiciens traditionnels remontant à XVI générations de kalawant (« artiste »). Il est décédé le 13 juin 2012.
Il a reçu dès 7 ans son éducation musicale de son père ustad Azeem Khan et son oncle ustad Ismail Khan qui étaient des chanteurs de dhrupad. Il apprit toutes les formes de la musique hindoustanie : thumri, dhrupad, khayal et dadra.
Lors de la partition de l’Inde, sa famille émigra au Pakistan où il devint un temps mécanicien.
Il eut l'opportunité de chanter des thumris, à la Radio Pakistan en 1952, mais sa passion pour la langue ourdoue devait le guider vers le ghazal. 
Il devint très vite célèbre dans les années 1960 et 1970, devenant la référence nationale. Malheureusement une maladie devait lui faire quitter la scène à la fin des années 1980. Bardé de distinctions, il vit retiré à Karachi.
Mehdi Hassan a chanté 631 chansons dans 445 films entre 1956 et 2000. 
Ses fils Asif et Kamran ainsi que Talat Aziz sont ses disciples les plus fervents.

## Discographie
- Kehna Usey
- Nazrana
- Live at Royal Albert Hall
- Andaz-e-Mastana
- Classical Ghazals vol. 1, 2, 3
- Dil Jo Rota Hai
- Ghalib Ghazals
- Ghazals For Ever Vol 1
- Golden Collection Of Mehdi Hassan Vol 1, 2
- Golden Greats
- In Concert
- Khuli Jo Aankh
- Life Story
- Live at Khambays
- Live Concert in India
- Mehdi Hassan
- Mehdi Hassan Ghazals Vol 1
- Sada E Ishq
- Sarhadein
- Sur Ki Koi Seema Nahin
- The Finest Ghazals
- The Legend
- Yaadgar Ghazalen Vol 1
- Liverpool, UK

## Ghazals
- Aage barhe na qissa -e -ishq -e- butaan se hum
- Aaj Tak Yaad Hai Woh Piar Ka Manzar
- Aankhon Se Mili Aankhen
- Aap Ki Aankhon Ne
- Aaye Kuchh Abr Kuchh Sharaab Aaye
- Ab Ke Hum Bichde To Shaayad Kabhi Khwaabon Mein Mile
- Ae Raushnion Ke Shahr
- Apnon Ne Gham Diye To Yaad Aa Gaya
- Bhuuli bisri chand umeedein
- Chalte ho to chaman ko chaliye
- Dekh to dil keh jaan se uthta hai
- Dil-E-Nadan Tujhe Hua Kya Hai
- Dil Ki Baat Labon Par Laakar
- Dil Men Toofan Chupae Betha Hon
- Duniya Kisi Ke Pyaar Mein Jaanat Se Kam Nahin
- Dayam Pada Hua Tere Dar Pe Nahi Hoon Main
- Ek Bar Chale Aao
- Fikr Hii Thaharii To Dil Ko Fikr-E-Khubaa.N Kyo.N Na Ho
- Ga Mere Dewane Dil
- Garmii-E-Hasarat-E-Naakaam Se Jal Jaate Hai.N
- Gulo.N Me.N Rang Bhare, Baad-E-Naubahaar Chale
- Gulshan gulshan shola e gul ki
- Guncha-e-Shauq Laga hei Khilne
- Hamari Sanson Men Aaj Tak
- Har Dard Ko
- Ik Husn Ki Dewi Se Mujhe Pyaar Hua Thaa
- Jab Bhi Aati Hei Teri Yaad Kabhi Shaam ke Baad
- Jab Bhi Chahen Ek Nai Sorat
- Jab Bhi Pee Kar
- Jab Koi Piar Se Bulaae Ga
- Jahan Jake Chain
- Kahan Gai Woh Wafa
- Kiya Hei Pyaar Jisse Humne Zindagi ki Tarah
- Kya Bhala Mujhko Parakhne Ka Nateeja Nikla
- Kyoon Humse Khafa Ho Gaye Ae Jaan-E-Tamanna
- Main Hosh Mein Tha
- Mohabat Karne Wale
- Mohabat Zindagi Hai Aur Tum Meri Mohabat Ho
- Mujhe Tum Nazar Se Gira To Rahe Ho
- Naavak andaz jidhar diida-e-jaana honge
- Phuul hi phuul khil utthe
- Pyaar Bhare Do Sharmile Nain
- Rafta Rafta Wo Meri Hasti Ka Saamaan Ho Gaye
- Ranjish Hi Sahi Dil Hi Dukhaane Ke Liye Aa
- Rim Jhim Ki Barsaat Hai Aur Jaage Huye Jazbaat Hain
- Saamne Aa Ke Tujhko Pukara Nahin
- Sahar Ho Rahi Hai
- Shikwa Na Kar Gila Na Kar Ye Duniya Hai Pyaare
- Tanha Thi Aur Hamesha Se Tanha Hai Zindagi
- Tark-e-Ulfat Ka Sila
- Tere Bheege Badan Ki Khooshboo Se
- Tere Mere Piar Ka Aisa Nata Hai
- Thah ar Thorri Der To
- Tu Meri Zindagi Hei (Copied by Nadeem Sharavan in "Ashiqi" Hindi Movie India)
- Usne Jab Meri Taraf
- Uzr Aane Mein Bhi Hei Aur Bulaate bhi nahin
- Wo Dil Nawaaj Hei Lekin Nazar Shinaas Nahin
- Yaaro Kisii Qaatil Se Kabhii Pyaar Na Maa.Ngo
- Ye Dhooan Kahan Se Uthta Hei
- Ye Kaghzi Phool Jaise Chahre
- Ye Mojazaa Bhii Muhabbat Kabhii Dikhaaye Mujhe
- Ye Tera Naazuk Badan Hai Ya Koi Mehka Gulaab
- Yoon Zindagi Ki Raah Mein Takra Gaya Koi
- Zindagi Mein To Sabhi Pyaar Kiya Karte Hain
- Zulf Ko Teri Ghataon Ka Payam Aaya Hai